# Li’ad Elmalich
Li’ad Elmalich (hebr. ‏ליעד אלמליח‎, ang. Liad Elmaliach, ur. 21 lutego 1989 w Karmielu) – izraelski piłkarz występujący na pozycji pomocnika w Hapoelu Nof HaGalil.

## Kariera klubowa
Jest wychowankiem Maccabi Hajfa. W latach 2006–2009 rozegrał w barwach drużyny młodzieżowej 58 spotkań ligowych, strzelając 9 bramek. Sezony 2009/10 i 2010/11 Elmaleach spędził na wypożyczeniu w innym klubie Ligat ha’Al – Hapoelu Akka, gdzie był jednym z podstawowych zawodników. Łącznie wystąpił tam w 50 meczach, zdobywając 3 gole. W 2011 roku powrócił do macierzystego zespołu, nie zdobywając jednak miejsca w pierwszym składzie.
W styczniu 2012 roku podpisał półtoraroczny kontrakt z beniaminkiem Ekstraklasy Podbeskidziem Bielsko-Biała, który został rozwiązany za porozumieniem stron w lipcu 2012 roku. Elmalich powrócił do Izraela, zostając zawodnikiem Hapoelu Nacerat Illit (Liga Leumit). W styczniu 2014 roku został wypożyczony na okres jednej rundy do Hapoelu Aszkelon, gdzie rozegrał 4 spotkania i spadł z Liga Leumit. W 2020 roku zdobył z Hapoelem Nacerat Illit (już pod nazwą Hapoel Nof HaGalil) Toto Cup Liga Leumit, po pokonaniu w finale 3:0 Hapoelu Petach Tikwa.

## Sukcesy
Hapoel Nof HaGalil
- Toto Cup Liga Leumit: 2020